# Organizzazione europea dei brevetti

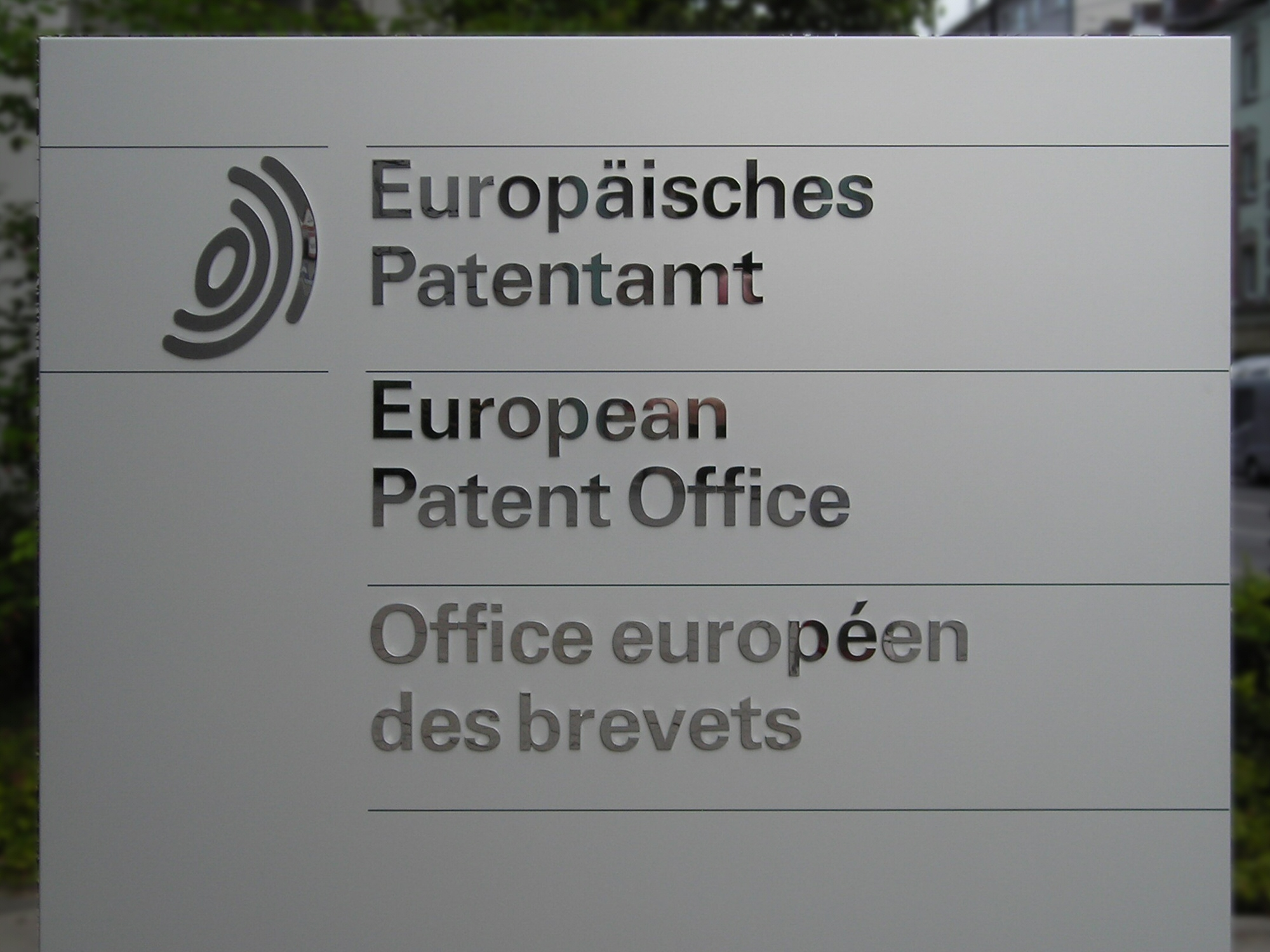
Insegna della sede di Monaco di Baviera

L'organizzazione europea dei brevetti (in lingua inglese, European Patent Organisation, EPO o EPOrg, per distinguerla dall'Ufficio europeo dei brevetti, il principale organo dell'organizzazione) è un'organizzazione pubblica internazionale creata dalla Convenzione europea dei brevetti. L'Organizzazione europea dei brevetti ha sede a Monaco di Baviera, in Germania.
Compito dell'Organizzazione europea dei brevetti è quello di rilasciare brevetti europei. Nonostante quello che il nome sembra suggerire, questi non sono brevetti della Comunità economica europea né brevetti validi in tutta Europa. La Convenzione europea dei brevetti, sulla quale si basa l'Organizzazione europea dei brevetti, offre una singola procedura che termina, tuttavia, non nel rilascio di un singolo brevetto, bensì in un "pacchetto" di brevetti nazionali.
È membro dell'Istituto europeo per le norme di telecomunicazione (ETSI).

## Organi
L'Organizzazione europea dei brevetti è formata da due organi: l'Ufficio europeo dei brevetti, che opera come organo esecutivo, e il Consiglio d'amministrazione, che funge da supervisore e, in minima parte, da organo legislativo. Il vero potere legislativo e il diritto di revisionare la Convenzione europea dei brevetti sono esercitati dagli stessi Stati contraenti in occasione della riunione della Conferenza dei ministri, che si riunisce almeno ogni cinque anni per esaminare le questioni inerenti all'organizzazione e al sistema di brevetto europeo.
Inoltre, alle Commissioni di ricorso, che non costituiscono organi indipendenti dell'Organizzazione ma fanno parte dell'Ufficio europeo dei brevetti, è affidato il potere giudiziario. L'Organizzazione europea dei brevetti, pertanto, è un'organizzazione internazionale modellata sulla forma degli stati moderni, basata sulla separazione dei poteri.

### Ufficio europeo dei brevetti
L'Ufficio europeo dei brevetti (EPO o EPOff) esamina e concede i brevetti europei sulla base della Convenzione sul brevetto europeo. La sua sede operativa è dislocata a Monaco di Baviera, e possiede anche distaccamenti a Rijswijk (sobborgo de L'Aia, nei Paesi Bassi), a Berlino, a Vienna, oltre che un ufficio per le pubbliche relazioni con sede a Bruxelles.

### Consiglio d'amministrazione
Il Consiglio d'amministrazione è formato dai membri degli Stati contraenti e ha il compito di supervisionare il lavoro dell'Ufficio europeo dei brevetti, ratificando il budget e approvando le azioni del presidente dell'Ufficio. Il Consiglio si occupa inoltre di emendare alcune clausole degli articoli della Convenzione sul brevetto europeo. Il 29 giugno 2010 Jesper Kongstad è stato eletto presidente del Consiglio d'amministrazione e il 1º luglio 2010 ha iniziato il suo mandato triennale.

## Stati contraenti e stati di estensione
L'Organizzazione europea dei brevetti conta, ad aprile 2012, 38 Stati membri.
| Stato              | Data di ingresso nell'EPO |
| ------------------ | ------------------------- |
| Albania            | 1º maggio 2010            |
| Austria            | 1º maggio 1979            |
| Belgio             | 7 ottobre 1977            |
| Bulgaria           | 1º luglio 2002            |
| Cipro              | 1º aprile 1998            |
| Croazia            | 1º gennaio 2008           |
| Danimarca          | 1º gennaio 1990           |
| Estonia            | 1º luglio 2002            |
| Finlandia          | 1º marzo 1996             |
| Francia            | 7 ottobre 1977            |
| Germania           | 7 ottobre 1977            |
| Grecia             | 1º ottobre 1986           |
| Irlanda            | 1º agosto 1992            |
| Islanda            | 1º novembre 2004          |
| Italia             | 1º dicembre 1978          |
| Lettonia           | 1º luglio 2005            |
| Liechtenstein      | 1º aprile 1980            |
| Lituania           | 1º dicembre 2004          |
| Lussemburgo        | 7 ottobre 1977            |
| Macedonia del Nord | 1º gennaio 2009           |
| Malta              | 1º marzo 2007             |
| Monaco             | 1º dicembre 1991          |
| Norvegia           | 1º gennaio 2008           |
| Paesi Bassi        | 7 ottobre 1977            |
| Polonia            | 1º marzo 2004             |
| Portogallo         | 1º gennaio 1992           |
| Regno Unito        | 7 ottobre 1977            |
| Rep. Ceca          | 1º luglio 2002            |
| Romania            | 1º marzo 2003             |
| San Marino         | 1º luglio 2009            |
| Serbia             | 1º ottobre 2010           |
| Slovacchia         | 1º luglio 2002            |
| Slovenia           | 1º dicembre 2002          |
| Spagna             | 1º ottobre 1986           |
| Svezia             | 1º maggio 1978            |
| Svizzera           | 7 ottobre 1977            |
| Turchia            | 1º novembre 2000          |
| Ungheria           | 1º gennaio 2003           |

Oltre a questi, ci sono alcuni paesi definiti "stati d'estensione" che pur non appartenendo agli Stati contraenti, hanno firmato accordi che possono estendere su richiesta la protezione dell'EPO in merito ai brevetti.
Di seguito, gli attuali stati di estensione:  Bosnia ed Erzegovina,  Montenegro.